# Afrodisias (festivales de Afrodita)
Las Afrodisias (Ἀφροδίσια) eran un festival anual celebrado en la antigua Grecia dedicado a la diosa Afrodita Pandemos (epíteto este último que alude a su faceta relacionada con el amor físico en contraposición a Afrodita Urania, identificada con el amor espiritual).
Estas fiestas aparecían en varias ciudades griegas pero eran especialmente relevantes en la isla de Chipre, lugar de origen de la diosa según la mitología, y según nuestro calendario tendrían lugar entre la tercera semana de Junio y la tercera semana de Julio, el mes de Hekatombaion.
Era muy popular en especial entre las prostitutas, que la consideraban su patrona. No se sabe mucho acerca del modo de celebración de estas fiestas ya que no hay textos que los relaten; sin embargo, la iconografía nos da algunas pistas.

La fiesta comenzaría con el sacrificio de una paloma, ave relacionada con Afrodita, con cuya sangre se purificaría el templo de la diosa. Después la imagen de la divinidad se llevaría en procesión hasta ser lavada en una corriente de agua y los iniciados en los Misterios de Afrodita harían una ofrenda de sal, como elemento de conexión con el mar del que surgió Afrodita, y también un pan horneado con forma fálica. Otras ofrendas podrían consistir en incienso, flores (quizá rosa o mirto, plantas relacionadas con ella) o fuego, ya que durante este festival no se permitía el derramamiento de sangre excepto el de la paloma que mencionaba al principio. Por este motivo, se le ofrendaban machos cabríos vivos; este animal estaba identificado con Afrodita especialmente en su aspecto carnal, que era el que se celebraba en las Afrodisias.
A pesar del significado popular del epíteto Pandemos y del papel principal de las prostitutas en las Afrodisias, no hay que caer en la acotación de considerar que Afrodita Pandemos tan solo se refería al amor físico, al sexo tal cual; sino más bien al amor de la gente común, a las relaciones de las clases sociales humildes como contrapunto al amor elevado y espiritual, platónico e intelectual que representaría Afrodita Urania. De hecho pan (todos) y demos (pueblo), haría de Afrodita Pandemos: “Afrodita de todo el pueblo”. Sin embargo, es una interpretación tardía hecha por Platón a raíz de los mitos antiguos de la diosa.